# Samurái de ojos azules
Blue Eye Samurai es una serie franco-estadounidense de animación para adultos creada y escrita por los esposos Amber Noizumiy Michael Green, coproducida y animada por el estudio francés Blue Spirit.
El 11 de diciembre de 2023 la serie fue renovada para una segunda temporada. El equipo de producción anunció esta segunda temporada para 2026, con seis episodios de aproximadamente 44 minutos.

## Premisa
Durante el período Edo de Japón (siglo XVII), la onna-musha Mizu, mitad blanca y mitad japonesa, busca venganza contra cuatro hombres blancos, uno de los cuales es su padre, que permaneció ilegalmente en Japón durante el cierre de sus fronteras por parte de los Tokugawa.

## Elenco de voces

### Elenco principal
- Maya Erskine como Mizu, una bushi mestiza de ojos azules. Sus experiencias de discriminación y violencia como mujer japonesa mestiza la han condenado a una vida de desconfianza, soledad y venganza. Se presenta y viste como hombre para facilitar su búsqueda y seguir libremente su camino de venganza y duelo.
- Masi Oka como Ringo, es un aprendiz de maestro. Un cocinero optimista, sin manos que idolatra a Mizu. A pesar de que Mizu inicialmente no quería un compañero, luego se van acercando. Ringo demuestra sorprendentemente ser útil y leal a Mizu.
- Darren Barnet como Taigen, un espadachín prometedor pero arrogante de origen humilde. Está enamorado de la princesa Akemi. En su infancia, Taigen y Mizo se conocieron en condiciones desfavorables y ambos albergan un fuerte resentimiento hacia otro que los llevara a convertirse en una relación de enemigos pero compañeros hasta el final de sus venganzas.
- Brenda Song como la princesa Akemi, la mimada pero decidida hija de un nuevo señor rico . Tiene diferencias con su padre, porque ella cree y lucha por su libertad mientras él busca controlarla y manipularla. Tiene una relación con Taigen.
- George Takei como Seki, el tutor masculino de la princesa Akemi. Se solidariza con la situación de Akemi y luego toma medidas para garantizar su libertad.
- Randall Park como Heiji Shindo, el carcelero nominal de Fowler y su cómplice.
- Cary-Hiroyuki Tagawa como el Maestro Eiji, un herrero ciego que crio a Mizu. Fue la primera persona en mostrarle amabilidad y cuidado a Mizu, aparentemente porque no puede verla pero en el fondo porque el cree que ella merece dignidad como todas y que no es su culpa su condición de mestiza; Como resultado, Mizu le tiene un profundo respeto y se refiere a él como "Padre Espadachín".
- Kenneth Branagh como Abijah Fowler, un contrabandista irlandés aliado con el Shogun, desafiando en secreto las políticas de puertas cerradas de Sakoku en Japón. Planea derrocar al actual Shogun y reemplazarlo con un líder que abrirá Japón a la influencia externa.

### Personajes recurrentes
- Stephanie Hsu como Ise, una prostituta.
- Ming-Na Wen como Madame Kaji, una señora astuta.
- Harry Shum Jr. como Takayoshi, el segundo hijo del Shogun.
- Mark Dacascos como Chiaki Bloodsoaked, un asesino y líder de la pandilla Four Fangs.
- Orli Mariko Green como la joven Mizu
- Judah Green como el joven Taigen
- Patrick Gallagher como Lord Daichi, el padre de Akemi.
- Ann Harada como Mamá, la madre adoptiva anónima de Mizu. Aunque Mizu inicialmente creyó que era su madre biológica, más tarde se reveló que era simplemente su sirvienta a quien le pagaban para cuidarla.
- Byron Mann como Mikio, un samurái deshonrado en el sueño febril de Mizu.

## Producción
En octubre de 2020 se informó que Netflix había dado luz verde a la producción de la serie, con los creadores Green y Noizumi actuando como escritores, productores ejecutivos y showrunners, con animación híbrida 2D/3D del estudio francés Blue Spirit. Querían que «pareciera una pintura en movimiento» con un diseño de personajes extraído de títeres bunraku. La inspiración se tomó del personaje Zatoichi, el Hombre sin nombre, y de las obras de Akira Kurosawa. Los creadores han manifestado su objetivo de hacer tres o cuatro temporadas y un posible spin-off.
El 11 de diciembre de 2023 la serie fue renovada para una segunda temporada.

## Estreno
El primer episodio se lanzó el 1 de noviembre de 2023 en el canal de YouTube de Netflix. La serie completa se estrenó el 3 de noviembre en Netflix y consta de 8 episodios.
Una versión especial del episodio 6 se lanzó el 15 de noviembre de 2023 en el canal de YouTube de Netflix. Presenta una paleta principalmente en blanco y negro y una banda sonora modificada.

## Recepción
El sitio web de reseñas Rotten Tomatoes informó una calificación crítica del 100% con una calificación promedio de 8,4 sobre 10 basada en 24 reseñas. El consenso de los críticos del sitio web dice: «visualmente deslumbrante y al mismo tiempo presta hábil atención a los personajes, Blue Eye Samurai es una aventura animada magistralmente interpretada». Metacritic asignó una puntuación de 88 sobre 100 basándose en 6 críticas, lo que indica «aclamación universal».

### Premios y nominaciones
| Año  | Otorgar                        | Categoría                                                          | Resultado |
| ---- | ------------------------------ | ------------------------------------------------------------------ | --------- |
| 2024 | American Cinema Editors Awards | Mejor edición de serie animada                                     | Nominado  |
| 2024 | Premios Annie                  | Mejor serie animada para público adulto                            | Ganador   |
| 2024 | Premios Annie                  | Mejores efectos en una producción animada de televisión            | Ganador   |
| 2024 | Premios Annie                  | Mejor edición en una producción animada para telvisión             | Ganador   |
| 2024 | Premios Annie                  | Mejor diseño de producción en una producción animada de televisión | Ganador   |
| 2024 | Premios Annie                  | Mejores diseños para serie animada para televisión                 | Ganador   |
| 2024 | Premios Annie                  | Mejor escritura para una serie animada para televisión             | Ganador   |